# LAG Nr. 5 bis 8
Die Lokomotiven mit den Nummern 5 bis 8 wurden 1889 von der Lokomotivfabrik Krauss & Comp. für die Lokalbahn Aktien-Gesellschaft (LAG) gebaut. Die unter der No. 2051 gebaute FÜSSEN, die bei der LAG die Nr. 7 trug, ist im Bayrischen Eisenbahnmuseum Nördlingen ausgestellt.

## Geschichte

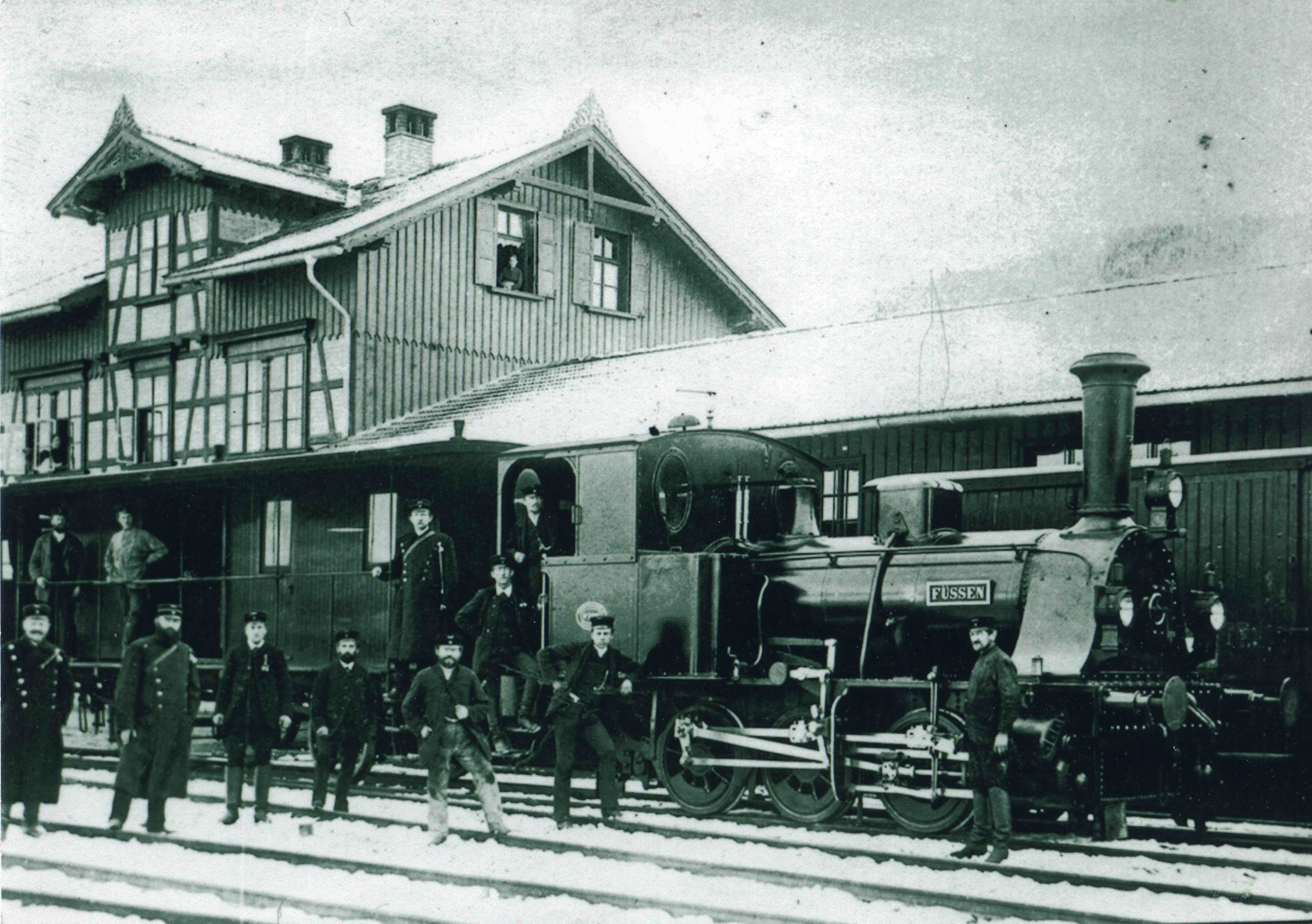
Die FÜSSEN im Einsatz

Die LAG beschaffte 1889 für ihre Bahnstrecke Marktoberdorf–Füssen vier dreiachsige Dampflokomotiven, die als einzige LAG-Lokomotiven neben den Nummern 5 bis 8 auch Namen trugen: NEUSCHWANSTEIN, HOHENSCHWANGAU, FÜSSEN und SÄULING. Da ab 1901 auf der Strecke Marktoberdorf–Füssen stärkere Lokomotiven, u. a. die Nr. 17 und 19 zum Einsatz kamen, wurden die Lokomotiven zu anderen LAG-Bahnen umgesetzt, die 5 und 8 zur Lokalbahn Sonthofen–Oberstdorf, die 6 (HOHENSCHWANGAU) zur Forster Stadteisenbahn (mit der sie 1920 an die Stadt Forst verkauft wurde). Die Nr. 6, die auch „Schwarze Jule“ genannt wurde, blieb bis zur Einstellung der Forster Stadteisenbahn 1966 dort und wurde dann an die Schotterwerke Dubring bei Wittichenau für deren bis 1972 bestehende Anschlussbahn verkauft.
Die Nr. 7 wurde 1901 in den Betrieb der Lokalbahn Fürth-Cadolzburg übernommen, wo sie sich zuletzt für längere Züge als zu schwach erwies. Deshalb wurde die FÜSSEN schließlich 1911 nach Oberschwaben letztmals umgesetzt und kam fortan auf der damals neu eröffneten Strecke Niederbiegen–Weingarten bzw. Baienfurt zum Einsatz.
1928 wurde sie als Werkslok an die Papierfabrik Baienfurt (später Feldmühle, dann Stora Enso Baienfurt GmbH) verkauft, die Anschließer dieser Güterbahn war.
Sie war bis zum Fristablauf im August 2019 die älteste betriebsfähige Normalspur-Dampflok in Deutschland und fuhr seit 2002 im regelmäßigen Einsatz als Leihgabe für das Bayerische Eisenbahnmuseum (BEM) in Nördlingen, von dem sie dann 2009 erworben wurde. Seit 2018 ist sie einer der 100 Heimatschätze Bayerns.

## Konstruktive Merkmale
Treibachse ist die dritte Achse.
Der Rahmen ist als Wassertank ausgebildet, die Kohle wird vor dem Führerhaus neben dem Kessel mitgeführt.
Die Maschine besitzt außer der Wurfhebelbremse keine Bremseinrichtung.

## Bilder

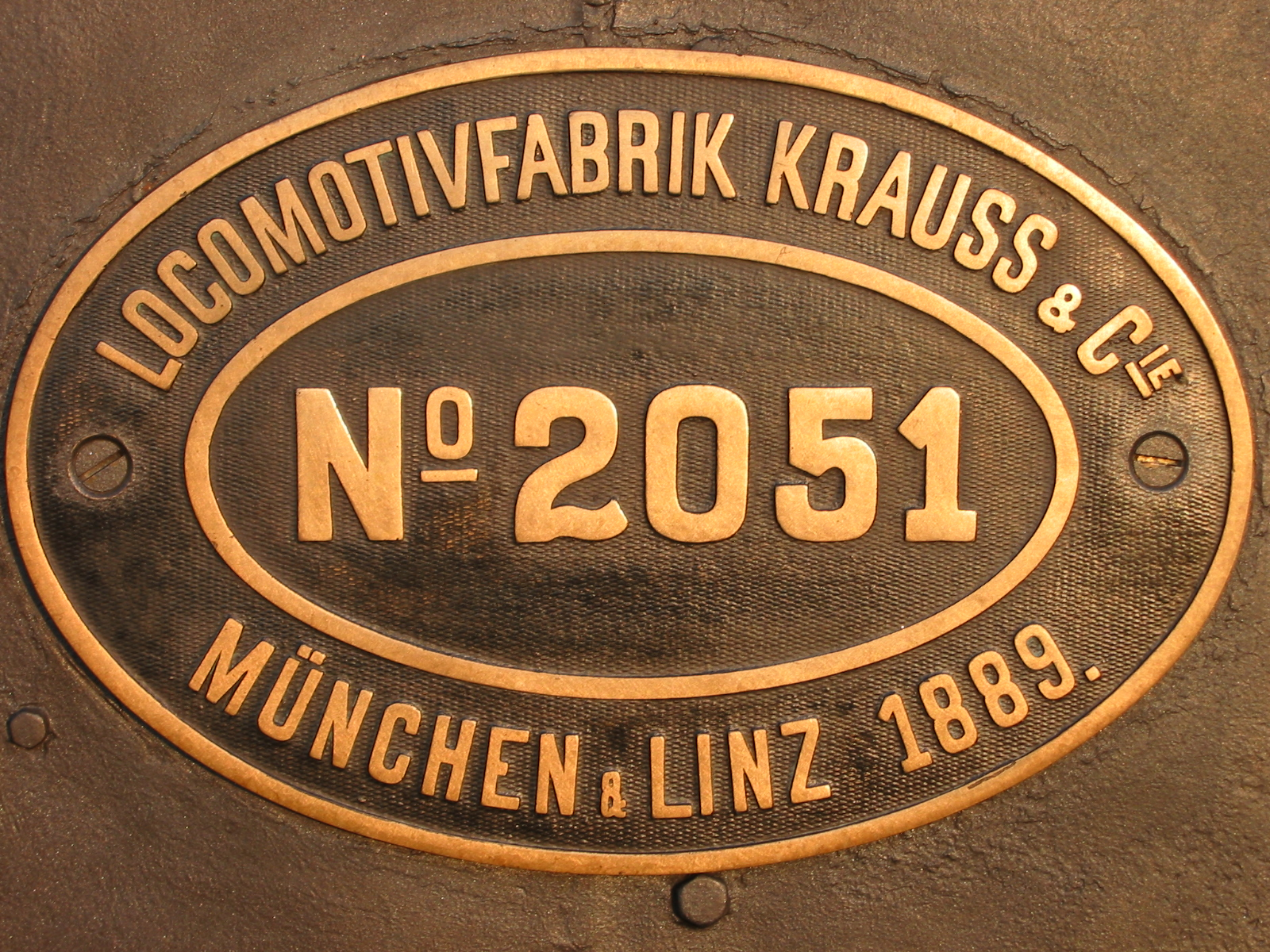
Fabrikschild
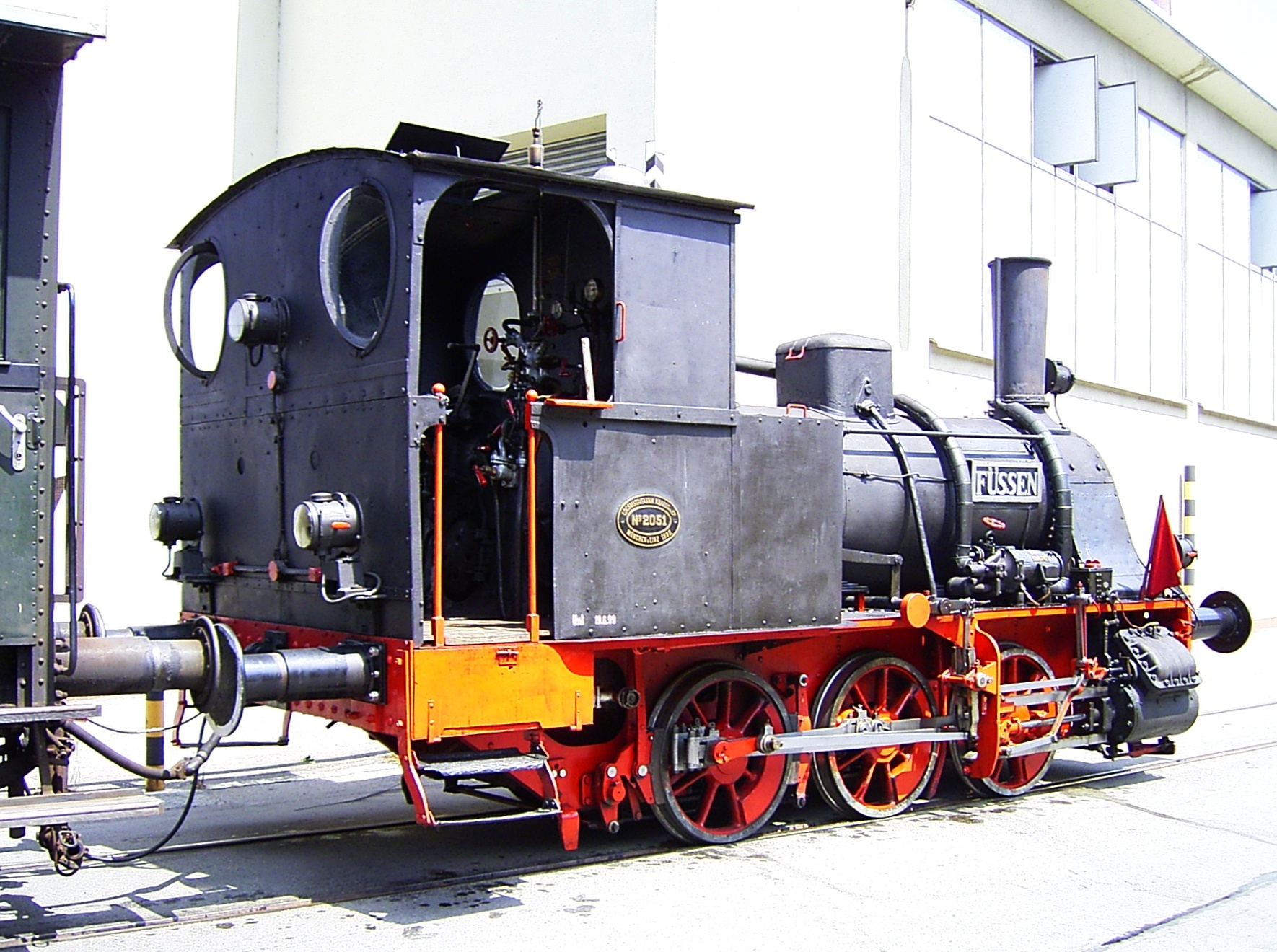
In der Papierfabrik in Baienfurt
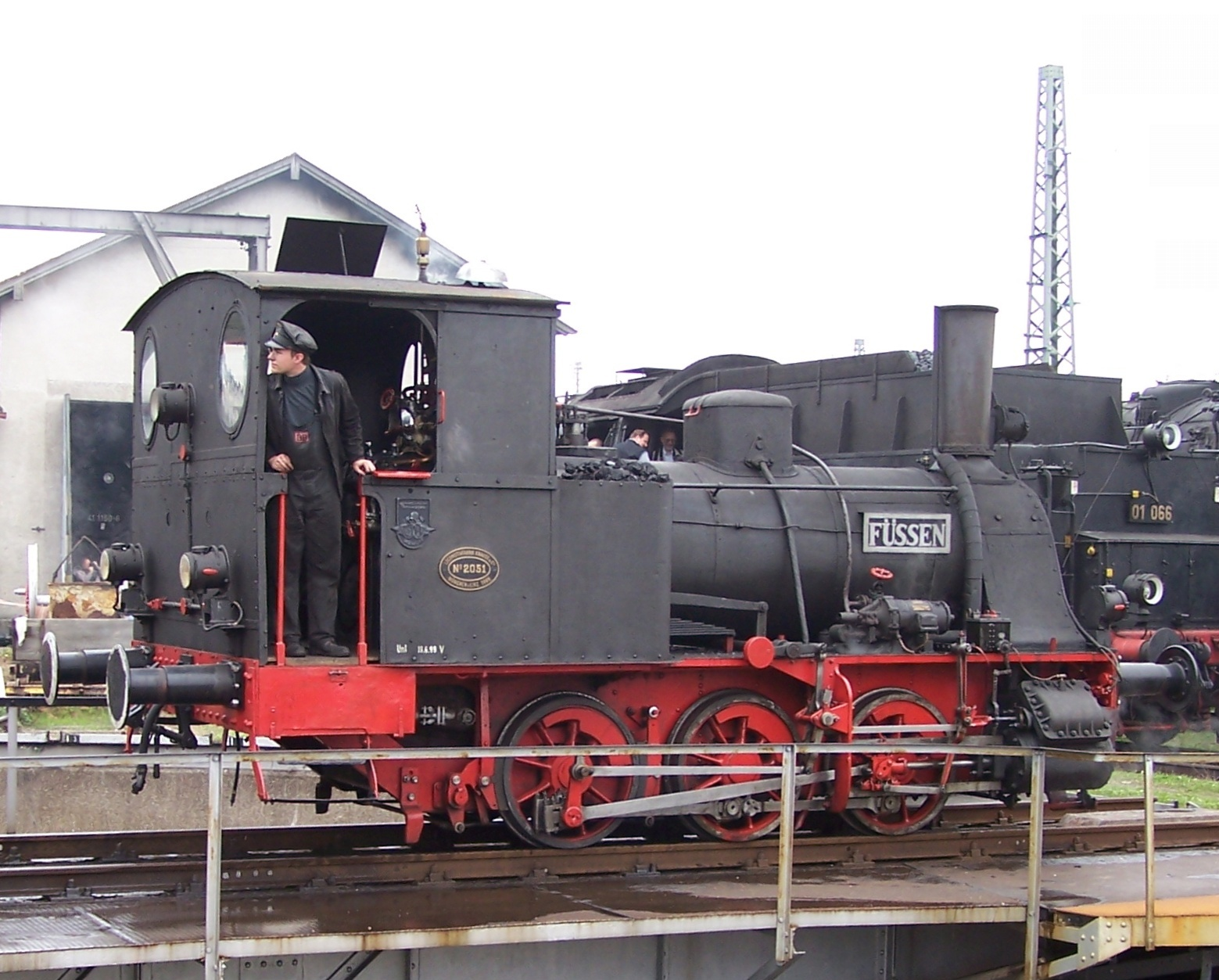
Auf der Drehscheibe in Nördlingen